# Mapa de Weimar
El mapa de Weimar és un carta portolana italiana anònima del segle xv, conservada per la Biblioteca Gran Ducal de Weimar . Tot i que sovint es data del 1424, la majoria dels historiadors creuen que probablement va ser composta mig segle més tard. L'autor és desconegut, encara que es diu que és membre de la família Freducci de cartògrafs d'Ancona, molt probablement Conte di Ottomano Freducci . Amb un traçat de poc contrast i fràgil, el mapa de Weimar rarament es fotografia i ha estat difícil de desxifrar.

## Data i autor
La data exacta i l'autor del mapa són controvertits. La llegenda tènue s'ha llegit (de manera estreta) com "Contes..........conposuit ancone anno dñi mcccc...". Un dels primers a examinar-lo, Alexander von Humboldt, va datar provisionalment el mapa ja el 1424. No obstant això, en correspondència posterior amb el bibliotecari de Weimar, Humboldt va revisar la seva estimació de la data fins a 1481 o 1491, a causa que contenia característiques que probablement van ser copiades de portolans posteriors.
Un examen posterior de Walter Ruge (1904) va llegir la llegenda de manera més expansiva com "Contes he ........conposuit ancone anno dñi mcccc lx ...",  amb l'addició significativa de la LX a la data que la va avançar mig segle (segons l'estimació de Ruge a la dècada de 1470). Ruge també va sostenir que el "ell" i el gran espai posterior és suficient per encaixar hectomanni Fredutijs, proposant així que el seu autor era el cartògraf Conte di Ottomano Freducci d'Ancona (fl. 1497–1539), autor del mapa de Wolfenbüttel de 1497. Tanmateix, Heinrich Winter (1938), un dels pocs estudiosos que ha tingut accés directe al fràgil mapa, creu que la data original de 1424 de Humboldt té mèrit i posa en dubte la identificació de Ruge del seu autor, tot i que es reserva la possibilitat que l'hagués fet un altre membre de la família Freducci. En la seva ressenya, Cortesão fa costat a Ruge i suggereix que la data de composició va ser entre 1460 i 1469, ja sigui per Conte di Ottomano o per un dels seus parents. Més recentment, Astengo també diu que l'atribució a Conte di Ottomano "sembla raonable" i que la datació pot estar entre 1460 i 1499.

## Característiques
El mapa de Weimar és una típica carta portulana italiana del segle XV (Mar Mediterrani i Mar Negre) que també cobreix l'Atlàntic fins al mar Bàltic.

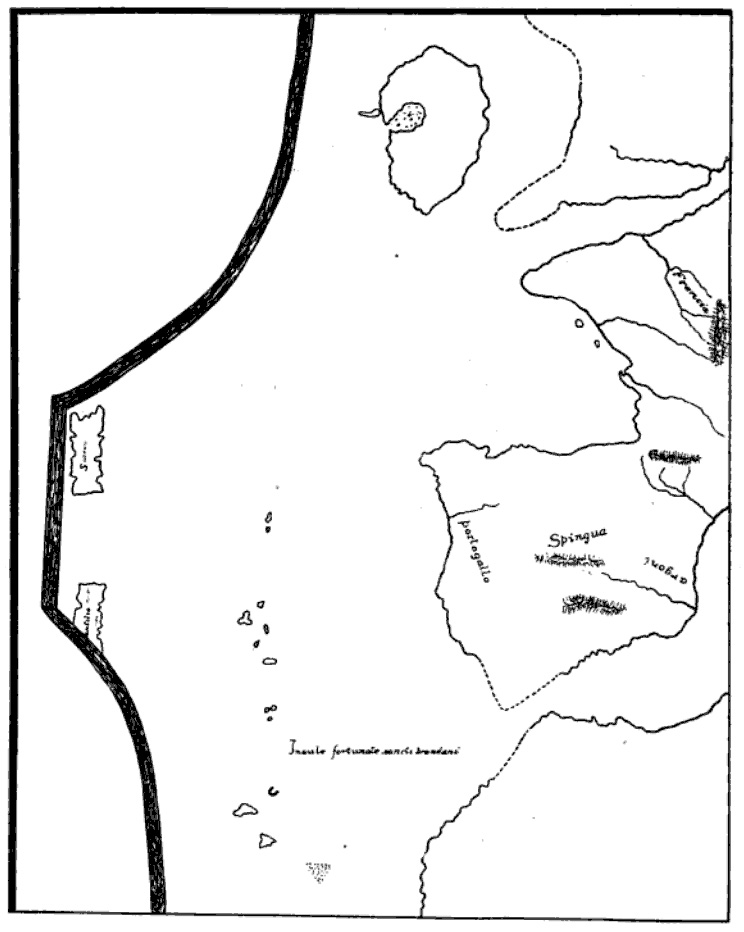
Esbós de la part atlàntica del mapa de Weimar. (de WH Babcock, 1917)

Les illes de l'arxipèlag de Madeira estan representades i inscrites com INsule fortunate sancti brandani (les illes mítiques de Saint Brendan ). Les illes que semblen les Açores es representen i s'anomenen (corvi) marini, I conilli, San gior(gio), Isola de uentura, colonbi, Isole de bra.ill, chapraria i louo . Cal destacar que bra.il, que es suposa que és la mítica illa de Brasil, es troba en aquest cúmul atlàntic central, i no (com és habitual als primers mapes) a l'oest d'Irlanda.
A l'extrema esquerra, parcialment tallada per l'estret coll del mapa, hi ha la llegendària gran illa Antillia . Tot i que la seva part inferior està tallada, l'etiqueta Antilia és clara; també hi ha indicis de ciutats les lletres tènues de les quals evocan els mapes de Grazioso Benincasa . ,  i una petita llegenda que s'ha llegit de diverses maneres com "Sebil" o, més probablement, "Septa" (per a les Set Ciutats). ,  De les seves illes companyes, Satanazes es mostra íntegrament (aquí s'escriu Salvagio ), i també sembla que hi ha un petit fragment de Royllo i rastres d'una llegenda per a Tanmar . Si el mapa de Weimar es va fer realment l'any 1424, seria el primer mapa a representar cartogràficament Antillia (o almenys situar-lo en un mateix nivell amb el mapa nàutic de 1424 de Zuane Pizzigano ).